# 初体験物語/ファースト・ターン・オン!
『初体験物語 ファースト・ターン・オン!』（原題：The First Turn-On!）は、1983年公開のアメリカのコメディ映画。
トロマ・エンターテインメントのロイド・カウフマンとマイケル・ハーツが監督を務めた。

## 概要
1979年の『スクイズ・プレイ!/恋の一発大逆転』に始まり、1981年の『ウェイトレス/桃色究極メニュー』、1982年の『熱愛大戦争/スタック・オン・ユー!』に連なる、トロマを映画スタジオとして確立させた4つの「セクシーコメディ」シリーズの最後の作品である。
本作は、通常トロマファンの間では同社の「セクシーコメディ」シリーズにおける最高傑作とされている。
また、ヴィンセント・ドノフリオの映画デビュー作でもある。

## あらすじ
キャンプ「Big-Tee-Pee」での夏の最終日、10代のキャンパーたちは皆、サマーキャンプが終わるということからテンションも高く、早く家に帰りたくて仕方がなかった。4人の生徒たち（自称イケメンのミッチ、その恋人アニー、小太りのヘンリー、オタクのダニー）はヒッピーっぽいキャンプカウンセラーのミッシェル・ファーマーと自然を散策していたが、大麻を吸うために他のグループから離れて森の奥へと進んでいく。近くの洞窟に入り込み大麻の吸引に耽る彼らだったが、しばらくしてその行為をミシェルに見つかってしまう。洞窟から追い出されそうになるも、ヘンリーの屁が地すべりを引き起こし、5人は中に閉じ込められてしまう。救出されるまでの時間をつぶすために、それぞれが童貞や処女を失ったときのエピソードを語り合うことにする。
まずは、ミッチが自らの経験を語り始める。あるとき、ヒッチハイクをしていたミッチが、上品な娼婦ルーシーに車に乗せてもらっただけでなく、高級ホテルの部屋に誘われることになる。緊張と未熟さを感じていた彼は、超クールだが頭の悪い友人ジェフに、「迷ったら、それを使え（when in doubt, whip it out）」というアドバイスを求める。しかし、ルーシーに会ったジェフは、ルーシーを誘惑しようとして失敗し、さらには危うく彼女を怪我させるところだった。ミッチに助けられ、ジェフを追い出したルーシーは、その恩に報いるため、心躍るようなセックスを披露する。
次に、ヘンリーが、自分の話をすることを余儀なくされる。盛大なハロウィーン・パーティーの準備のため、彼が幽霊の格好をしている時のことだった。その衣装は残念ながら、目の穴から外が見えない上に、KKKのローブと同じに見えた。うまく前が見えない彼は、偶然にもアフリカ系アメリカ人（派手なゲイ）のチンピラたちが若い白人女性を殺そうとしているところに出くわす。チンピラたちはヘンリーに目をつけ、彼を殴り倒した後、歌まで歌いながら手を握り合って気分よくその場を去っていった。ヘンリーが自分の命を救ってくれたと確信した少女は、たちまちヘンリーに夢中になり、その夜、2人は高く積まれたドーナツの山の隣で熱烈な愛を育んだ。
一方、キャンプ場のスタッフは、高額な訴訟を恐れて、必死に行方不明となったキャンプ客（4人の学生）を探し始める。
アニーは、実家の農場で働いていた頃の初体験を語り始める。ある夜、彼女は食料を求めて家に忍び込んだ魅力的な流れ者を発見する。瞬間的に彼の醸し出す魅力に欲情した彼女は、納屋の奥で彼にクッキー以上のものを与え、羊たちを困惑させるのだった。
次にダニーが口を開いた。フラッシュバックで、彼がポルノ中毒の負け犬だったことが明らかになる。ある日、ビーチを訪れた彼は、ペントハウス・ペットのシーラ・ケネディが微笑んでウインクしているのを見た気がしたが、すぐに目の錯覚だろうと思い込む。その夜、兄弟でのダブルデートを提案するも断られたダニーが部屋に戻ると、何故かケネディが待っていたのだった。2人が長い前戯を繰り広げていると、その後、兄のガールフレンドも加わり、みんなで乱交（orgy）することになったのだが、その時、ダニーは「orgy」の発音を間違えてしまう。
最後に、ミス・ファーマーが自分の話をし始める。高校時代、彼女はサイコパス気質でオタクでもあった彼氏のドウェインと深く愛し合っていた。しかし、プロムでドウェインに振られたことで、プライドを傷つけられた彼女は、勢いで新しいボーイフレンドを2人作る。そして、3人はボーリング場のレーンでセックスをしたのだった。
時間が経ち、洞窟内の酸素が減ってくると、一行は全員が窒息死するんだと確信するようになる。そして、その瞬間、全員が自分たちの話が嘘であったことを認める。そう、彼らはみな、まだ童貞で処女なのであった。このまま死ぬわけにはいかないと、みんなで乱交し始める。突き上げと喘ぎ声のシンフォニーで、またもや地すべりが起こり、その結果、洞窟の入り口が開き、全員が解放されることになる。
一行がキャンプに戻ると、ナレーションが入り、5人の未来を明かしていく。ダニーは「ディッキー・ロング」という名でポルノ男優になった。ミッチは神父になり、同性愛者の権利を熱心に主張するようになった。ヘンリーは今や、全米チーズ委員会に勤めている。アニーは8回も結婚を繰り返した後に、メンタルが崩れ、まるで植物人間のようになってしまった。ミス・ファーマーは、政府の野生動物保護プログラムを運営している。映画のラストでは、彼女が大きな鱒を空中に放り投げて「飛び立たせよう」とするシーンが映し出される。

## キャスト
- Michelle Farmer - Georgia Harrell：天然なヒッピー風のキャンプカウンセラー
- ミッチ - Michael Sanville：イケメン
- ヘンリー - Googy Gress：太っちょ
- ダニー - John Flood：オタク
- アニー - Heidi Miller：ミッチのガールフレンド
- シーラ・ケネディ
- ヴィンセント・ドノフリオ
- Rondell Sheridan
- Ted Henning

## 家庭用記憶媒体
この映画は2009年末にDVD化された。その際に、ロイド・カウフマンとマイケル・ハーズの新録されたインタビューに加え、新しい特典映像やイースターエッグとしてカウフマン/ハーズ製作の旧作が収録された。

## 評価
回顧的なレビューによると、「『The First Turn-On!』は、サマーキャンプでの悪ふざけとペントハウス・レター（ペントハウス誌に掲載されるエロティックフィクションの一種を指す言葉。通常、読者からの個人的な手紙の形で書かれ、自分の性的体験や妄想を描写している）の妄想を混ぜ合わせることで、1930年代から続くスラップスティック・コメディの手法を使わずに思春期の観客にアプローチしようとするトロマ側が、ティーン向けセックスコメディ映画の波に乗ろうと計算した上での戦略的作品のように見える。同社にとって創造的な飛躍とは言えないが、『The First Turn-On!』は、共同監督のロイド・カウフマンとマイケル・ハーツのアイデアでほぼ完成していて、その点に関しては、このコンビの功績は素晴らしい」と指摘されている。